# Flamen Martialis
Der Flamen Martialis war in der römischen Religion der Staatspriester des Gottes Mars und einer der drei Flamines maiores.
Über die Ausgestaltung des Mars-Priesteramtes ist wenig bekannt, sie war aber vermutlich in ihren rituellen Regelungen denen des Flamen Dialis ähnlich.
An Pflichten des Flamen Martialis ist überliefert, dass er gemeinsam mit den anderen beiden Flamines maiores am Fest der Fides publica populi Romani rituelle Handlungen vornahm und jährlich am 15. Oktober während des Equus October das siegreiche Pferd zu Ehren des Mars opferte. Der Flamen Martialis war daneben u. a. für die Weihe der Waffen der Salii Palatini verantwortlich.
Historisch gesicherte Flamines Martialis waren u. a. Lucius Valerius Flaccus (Konsul 131 v. Chr.) und dessen gleichnamiger Sohn (Konsul 100 v. Chr.).